# 银狐犬
銀狐犬（英語：Japanese Spitz），又稱狐狸犬、白狐狸犬，是一种屬於日本犬的小至中形銀狐犬（Spitz）之犬种，通常作為玩賞犬。世界不同的養犬俱樂部对银狐犬的大小有不同的要求，但银狐犬一定要比博美犬大。

## 历史
银狐犬在1920年和1930年开始被繁殖，现时被世界各国的養犬俱樂部认可。银狐犬却得不到美国養犬俱樂部的认可，由於外貌和白色博美犬，美國愛斯基摩犬和薩摩耶犬太类似。此种狗历史不长，為相當新的品種，但由于良好的性格和其他因素变得越来越受歡迎的流行品種。

## 身体结构
银狐犬主要的健康问题包括膝盖骨脱臼，而其他健康问题包括泪水过多。银狐犬可以作为看门狗，同时也是一种玩賞犬，喜欢陪伴着家里的人。虽然银狐犬的毛好像很多，但其实主人不需要花那么多时间是梳洗狗隻，因为污垢不会粘到毛层。身高约30-36，体重约5-6公斤。